# 梅薩 (科羅拉多州)
梅薩（英語：Mesa）是位於美國科羅拉多州梅薩縣的一個非建制地區。該地的面積和人口皆未知。

## 地理
梅薩的座標為38°09′59″N 108°08′20″W / 38.16639°N 108.13889°W，而該地的平均海拔高度為1718米（即5636英尺）。